# Narvabocht
De Narvabocht (Russisch: бухта Нарва; boechta Narva), vroeger Sidemibocht of Sedimibocht (бухта Си/едеми), is een bocht van de Amoerbaai in de Baai van Peter de Grote. De baai bevindt zich tussen Kaap Brinera en Kaap Toerek ongeveer 1,9 mijl noordoostelijker. De kusten zijn laaggelegen en worden begrensd door een smal zandstrand van 2 kilometer lang en nabij de kusten bevinden zich lage heuvels. Het binnenland bestaat uit grasland, struikgewas en loofbos. Aan de baai ligt de plaats Bezverchovo. Aan de zuidelijke ingang bevindt zich het eiland Krolitsji, waar zich een vuurtoren bevindt. Aan oostzijde wordt de baai begrensd door het bergachtige Lomonosovschiereiland, dat op plaatsen bedekt is met bos. Nabij Kaap Brinera stroomt de lagune Lebjazja in de zee en aan westzijde van de bocht, direct ten noorden van de lagune, stroomt het riviertje de Narva in, die zich aan de monding vertakt in drie stroompjes en bij de dooi aan de uitmonding het omringende gebied overstroomt. De bocht is relatief ondiep. De diepste plekken bevinden zich nabij de beide kapen aan de ingang. De bocht is bevroren van begin december (eerste ijsvorming) tot begin april (volledig ijsvrij).
In de bocht zwemmen onder andere veel kraanvogels en reigers. Het is een populair duikgebied (voor snorkelaars).
Op anderhalve kilometer uit de kust bevindt zich het natuurgebied Kedrovaja Pad (opgericht in 1916).